# Kanton Les Deux-Sorru
Les Deux-Sorru is een voormalig kanton van het Franse departement Corse-du-Sud. Het kanton maakte deel uit van het arrondissement Ajaccio. Het werd opgeheven bij decreet van 24 februari 2014 met uitwerking op 22 maart 2015.

## Gemeenten
Het kanton Les Deux-Sorru omvat de volgende gemeenten:
- Arbori
- Balogna
- Coggia
- Guagno
- Letia
- Murzo
- Orto
- Poggiolo
- Renno
- Soccia
- Vico (hoofdplaats)